# Song Taizong
Taizong chinesisch 太宗, Pinyin Tàizōng, W.-G. T’ai4-tsung1 – „Großer Vorfahre der Song“; (* 20. November 939 in Luoyang; † 8. Mai 997 in Kaifeng) war Mitbegründer und der zweite Kaiser der Nördlichen Song-Dynastie. Er war Bruder von Song Taizu und gilt als ein fähiger Politiker, aber inkompetenter Oberbefehlshaber.

## Regierung
Nach dem plötzlichen Tod des Kaisers Taizu 976 folgte ihm nicht wie normalerweise üblich sein Sohn, sondern sein Bruder Taizong. Wahrscheinlich hatte Taizu eine solche Thronfolgeregelung nicht vorgesehen. Dies scheint auch die ausgesuchte Grausamkeit zu belegen, mit der Taizong seinen jüngeren Bruder und seinen Neffen behandelte und die beide in den Selbstmord trieb. Es gab sogar das Gerücht, Taizu sei ermordet worden.
Taizong gelang die vollständige Konsolidierung der Song-Herrschaft. 978 eroberte er das im heutigen Zhejiang und Jiangsu gelegene Wuyue-Reich sowie 979 das in Shanxi gelegene, damals von Liu Jiyuan regierte Nördliche Han-Reich. Damit beendete er endgültig die Herrschaft der unabhängigen Fünf Dynastien und Zehn Reiche und erzielte so die fast vollständige Wiedervereinigung des chinesischen Reichs, das sich nun über eine siebenmal so große Fläche wie das heutige Frankreich erstreckte.
Doch im Gegensatz zum 7. Jahrhundert vermochten die Song-Herrscher ihre Macht nicht weiter in die Mandschurei, nach Korea, in die Mongolei und nach Zentralasien auszudehnen. Im Nordosten konnte nämlich das mächtige, von der Liao-Dynastie geführte Kitan-Reich die chinesische Offensive stoppen, und Taizong erlitt beim Versuch, das frühere nordchinesische Gebiet zwischen Peking und der Großen Mauer zu erobern, 979 und 986 schwere Niederlagen gegen die Kitan. Schließlich musste Taizongs Nachfolger Song Zhenzong 1005 den Vertrag von Shanyuan schließen, der den Song-Staat zu hohen Tributzahlungen an die Kitan zwang, dafür aber seine Nordgrenze sicherte. Darüber hinaus geboten im Nordwesten die Tibeter, im Südwesten das im heutigen Yunnan gelegene Königreich von Dali der chinesischen Expansion Einhalt. Im Jahr 981 schlug auch die von Taizong zur Unterstützung der Dinh-Dynastie nach Vietnam entsandte Militärexpedition fehl. Diese Misserfolge waren teilweise die Folge der bewussten Politik, Generäle von ihren Armeen abzuziehen und Offiziere zivilen Führern zu unterstellen, um Militärputschen vorzubeugen.
Während der Herrschaft Taizongs wurden die grundlegenden Institutionen des neuen Staats geschaffen oder ergänzt. Durch die Einführung zahlreicher Informations-, Kontroll- und Kommandostellen quer durch das gesamte Reich verstärkte der Kaiser in bisher ungekanntem Maße die Zentralgewalt und verfügte damit über eine außerordentliche Machtfülle. 983 wurden die drei Ämter für Wirtschaft und Finanzen geschaffen, die für Staatsmonopole, Agrarsteuern und Budget zuständig waren. Ferner fand eine Weiterentwicklung und Verbesserung des Prüfungssystems zur Rekrutierung von Beamten statt. Taizong folgte dem Präfektur-System der Tang-Dynastie und unterteilte China in 15 jeweils von einem Statthalter verwaltete Provinzen. 993 erfolgte die Einrichtung von Salz- und Teeämtern in den großen Regionen des Song-Reichs. Allerdings begingen in Sichuan eingesetzte chinesische Beamte den schweren Fehler, dortige Textilarbeiter zwangsweise nach Kaifeng umzusiedeln und den Privathandel mit Seidenbrokat zu untersagen. So kam es 993 in Sichuan zum Aufstand Wang Xiaobos und Li Shuns, der zwei Jahre lang andauerte. Dieses Ereignis blieb aber singulär. Unter der von Taizong fest etablierten Song-Herrschaft begann nun vielmehr eine kulturelle und ökonomische Hochblüte Chinas.

## Familie

### Brüder
1. Zhao Kuangji
2. Song Taizu
3. Zhao Tingmei

### Kaiserinnen
1. Kaiserin Yin (posthum)
2. Kaiserin Fu (posthum)
3. Kaiserin Li
4. Kaiserin Li (posthum), Mutter von Song Zhenzong

### Nachkommen
Söhne
1. Zhao Yuanzuo
2. Zhao Yuanxi
3. Song Zhenzong
4. Zhao Yuanfen
5. Zhao Yuanjie
6. Zhao Yuanwo
7. Zhao Yuandai
8. Zhao Yuanyan
9. Zhao Yuanyi

Töchter
1. Teng-Prinzessin
2. Xu-Prinzessin
3. Bin-Prinzessin
4. Yang-Prinzessin
5. Yong-Prinzessin
6. Wei-Prinzessin
7. Jing-Prinzessin